# مسترس
مِسترس (بالإنجليزية: Mistress)‏، هو لقب قديم للمرأة، كانت تستخدم لجميع النساء. ولا تستخدم نقطة للدلالة على الاختصار. نظرائها هي Mrs، وعادة ما تستخدم فقط للنساء المتزوجات، وMs، والتي يمكن استخدامها بغض النظر عن الحالة الزوجية.